# Совет украинского казачества
Совет украинского казачества (укр. Рада Українського козацтва при Президентові України) — консультативно-совещательный орган при президенте Украины. Создан 4 июня 2005 года согласно Указу президента Украины, который и возглавляет этот Совет. Упразднен Указом от 30.12.2011 Президента В.Янукович об отмене указа от 4.06.2005 «О Совете украинского казачества».

## История создания
Впервые Совет украинского казачества был создан президентом Украины Кучмой Л. Д. в 1999 году. Его первоначальное название — Координационный совет по вопросам развития украинского казачества. Председателем Совета был назначен гетман украинского казачества Билас И. Г.
В 2005 году президент Украины возглавил этот Совет лично.

## Структура Совета украинского казачества
Совет возглавлял президент Украины, а его отсутствие секретарь Совета украинского казачества - народный депутат Украины от НУНС Аржевитин С. М.
Членами Совета являлись руководители всеукраинских казацких общественных организаций, зарегистрированных в соответствии с Законом Украины «Об объединениях граждан».

## Задачи Совета украинского казачества
Главной целью деятельности Совета являлось обеспечение реализации потенциала казацкой идеи для консолидации украинского общества, привлечения казацких общественных организаций к охране культурного наследия, физкультурно-спортивной работе, военно-патриотическому воспитанию молодежи.
Совет способствует укомплектованию отдельных подразделений вооруженных сил Украины и других военных формирований призывниками, которые являются членами казацких организаций; Совет вносит установленным порядком предложения относительно формирования государственной политики в сфере возрождения и развития исторических, патриотических, хозяйственных и культурных традиций украинского казачества, а также относительно содействия работе общественных, религиозных организаций, благотворительных фондов, отдельных граждан, относительно возрождения украинского казачества, разрабатывает и принимает участие в исполнении проектов и программ развития украинского казачества.

## Взаимодействие с органами государственной власти
Совет во время выполнения положенных на него задач взаимодействует с органами исполнительной власти, органами местного самоуправления в вопросах возрождения и развития исторических, патриотических, хозяйственных и культурных традиций украинского казачества, а также с учебными заведениями, научными учреждениями относительно патриотического воспитания, организации физкультурно-спортивной и культурно-просветительской работы среди молодежи.

## Участие в резонансных акциях
21 сентября 2007 года, по инициативе члена Совета украинского казачества при президенте Украины Игоря Вардинца, украинские казаки собрались в Одессе, чтобы заявить протест против открытия в Одессе монумента российской царице Екатерине ІІ, уничтожившей, по их мнению, гетманское государство и запорожское казачество. Однако представитель Государственной исполнительной службы Приморского района Одессы объявил представителям казачества, что судом запрещены какие-либо акции на Приморском бульваре и Екатерининской площади.
При подходе памятнику Екатерине ІІ колонну казаков ждали усиленные наряды милиции, которые заранее установили со стороны Приморского бульвара металлические заграждения. Возле самого монумента находились активисты организации «Единая отчизна», которые пришли на помощь милиции, когда казацкая колонна снесла первый ряд заграждений, после чего началась драка между казаками и спецподразделением милиции «Беркут».

## Нормативные документы, подготовленные Советом
Советом украинского казачества был подготовлен проект Закона Украины «Об украинском казачестве», который президент Украины в мае 2008 года внес в Верховную раду Украины для принятия как неотложный. 4 мая 2007 года был подготовлены предложения «О мерах по поддержке развития украинского казачества» .